# Michel Pratt
Pour les articles homonymes, voir Pratt.
Michel Pratt (né en 1949) est un historien québécois, éditeur, toponymiste et scénariste, spécialiste de l'histoire urbaine de  Montréal et de la Rive-Sud de Montréal. Il a notamment enseigné au département d’histoire de l’UQÀM. Écrivain, il a écrit l'histoire officielle de trois villes: Longueuil, Brossard et LeMoyne ainsi que l'histoire de Montréal et de Ville Jacques-Cartier. Le Dictionnaire historique de Longueuil, a constitué le premier dictionnaire historique d'une ville au Québec. Bien qu'il soit aussi reconnu pour ses ouvrages sur l'histoire de l'aviation, Longueuil 1657-2007 est son œuvre la plus reconnue. Depuis 2017, il a écrit deux romans et, depuis février 2020, il est le rédacteur en chef de la revue Mémoires, de la Société généalogique canadienne-française.
Il a contribué à commémorer l'ancien premier ministre René Lévesque en étant l'instigateur, au nom de la Société historique et culturelle du Marigot, de l'attribution du nom autoroute René-Lévesque à une section de la route 132.
Son ouvrage sur le dirigeable R-100 a été traduit en anglais et vendu à l'échelle mondiale.
Après avoir obtenu son baccalauréat français, il obtint un baccalauréat spécialisé et une maîtrise en histoire de l'Université du Québec à Montréal; il a également fait des études universitaires en science politique, cinéma, relations industrielles et droit.

## Professeur d'histoire et de science politique
Michel Pratt a commencé sa carrière en enseignant l'histoire à l'Université du Québec à Montréal, l'Université de Montréal, l'Université du Québec à Trois-Rivières et l'Université de Sherbrooke. Par la suite, il enseigna les sciences politiques au Cégep de Saint-Hyacinthe où il fut président du Syndicat des enseignants et enseignantes. Il termina sa carrière comme professeur d'histoire au Collège de Maisonneuve où il fut coordonnateur du département d'histoire et de géographie.

## Conférencier, guide et chroniqueur
Vulgarisateur culturel, Michel Pratt a prononcé plusieurs conférences au Québec, notamment dans divers congrès nationaux, des bibliothèques municipales, des organismes culturels, et des écoles tant primaires que secondaires de même que pour l'Université du troisième âge (UTA) qui relève de l'Université de Sherbrooke. 

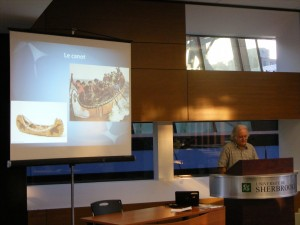
Michel Pratt prononçant la conférence d'ouverture du congrès de la Fédération Histoire Québec en 2010 à l'Université de Sherbrooke, campus de Longueuil.

Il a participé à des émissions de télévision comme à Radio-Canada ou de média web comme Media Sud.
Pendant une quinzaine d'années, il a animé de nombreuses visites guidées du Vieux-Longueuil,. En 1997, l'hebdomadaire Le Courrier du Sud lui demanda, dans le cadre de son 50e anniversaire, de publier une série de chroniques sur l'histoire du territoire desservi par le journal. Michel Pratt en écrira plus de 300.
En 2014-2015, il a été  chroniqueur-historien à l'émission mensuelle Mémoires, animée par Arlette Cousture, à CIRA-FM (ou Radio RV). Ces émissions peuvent être entendues sur le site web de la radio en consultant leurs archives.

## Association des auteurs de la Montérégie
De 1999 à 2002, il fut le président de l'Association des auteurs de la Montérégie et, sous sa présidence, cet organisme trouva son premier local et put compter sur un secrétariat Ce fut également sous sa présidence que fut fondé le Festival de la littérature de la Montérégie; il fut en outre le principal responsable de l'organisation des Grands Prix du livre de la Montérégie de 2000 à 2002.

## Fédération Histoire Québec
Michel Pratt  a acquis une notoriété dans le domaine de l'histoire du Québec en occupant des fonctions importantes au sein d'organismes locaux, régionaux ou nationaux.
De 1999 à 2019, il a été le secrétaire général du conseil d'administration de la Fédération Histoire Québec. En 2011, il a été directeur général par intérim de cette fédération qui regroupe plus de 360 membres institutionnels.
Convaincu de la pertinence des regroupements régionaux, en 2008 il mit sur pied la Table de concertation des sociétés d'histoire de la Montérégie et en fut le coprésident jusqu'en 2014.
Son leadership se manifesta lorsqu'il fut président  du Comité organisateur des congrès de 2000 et de 2010 de la Fédération Histoire Québec ; il prononça les conférences inaugurales de ces deux congrès nationaux. Il a été membre du Comité organisateur du Congrès 2011 sur l'Amérique française tenu au Palais des congrès de Montréal et du colloque de l'automne 2014, 1914-1918 Le Québec s'en va-t-en-guerre, tenu au Collège militaire royal de Saint-Jean-sur-Richelieu. En 2016, il a été codirecteur du congrès de la FHQ portant sur la vallée du Richelieu.
Depuis 2012 à 2019, il a siégé sur le comité de commémoration, généalogie et toponymie de la Commission franco-québécoise des lieux de mémoire communs comme représentant de la Fédération Histoire Québec.

## Les Éditions Histoire Québec
Michel Pratt a été le président-fondateur des Éditions Histoire Québec (2002), la maison d'édition à but non lucratif soutenue financièrement par la Fédération Histoire Québec (membre de l'ANEL et regroupant près de 360 organismes); la maison d'édition est responsable de la publication de livres relevant des membres de la fédération (et qui contient un catalogue de plus d'une centaine de titres) et du magazine Histoire Québec (membre de la SODEP). La maison d'édition fonctionne selon un mode coopératif en ce qui concerne le volet livres. En 2019, il quitta la présidence après avoir contribué au rayonnement de l'histoire locale et régionale du Québec.

## Société historique et culturelle du Marigot
Bien que son enseignement universitaire touchait principalement l'histoire des relations internationales et son emploi au cégep l'histoire des États-Unis, Michel Pratt a concentré une partie importante de ses recherches sur l'histoire de la Rive-Sud de Montréal. Son cousin Guy Pratt, le fils du maire de Longueuil de 1935 à 1966, Paul Pratt, lui concéda de nombreuses archives municipales ayant appartenu à son père; son engouement pour l'histoire locale et régionale commença à ce moment-là.

Il confie à la romancière Louise Chevrier : 

« L’histoire locale et régionale est négligée, elle est
la  laissée-pour-compte  des  universitaires,  affirme
volontiers Michel Pratt. Je n’ai pas peur de le dire.
Je suis moi-même issu de ce milieu qui commence
à  peine  à  s’intéresser  à  l’histoire  locale.  Mais  si  les
universitaires  ne  s’y  intéressent  pas,  les  gens  du
milieu  comblent  ce  vide.  Rien  ne  peut  appuyer  la
passion des gens d’une région, même s’ils n’ont pas
une bourse de recherche. »

De 1998 à 2015, il a été le président et directeur général de la Société historique et culturelle du Marigot. Son bureau était situé dans un édifice patrimonial appartenant à la Ville de Longueuil.
Sous sa direction, de nombreux projets ont vu le jour comme l'installation de près d'une trentaine de plaques didactiques ou commémoratives. Avant-gardiste, il a créé en 1996 le site web de la Société historique et culturelle du Marigot et a contribué à son effervescence jusqu'en 2015. L'aménagement d'un parc sur le chemin de Chambly, comprenant un monument à la mémoire de Charles Le Moyne, une plaque didactique décrivant les étapes de la réalisation du monument et une plaque de bronze en l'hommage de la famille Le Moyne, de la Commission des lieux et monuments historiques du Canada (relevant de Parcs Canada), relèvent de son initiative même si le projet du monument avait été initié par Annette Laramée.
Il a été l'instigateur du changement de nom en 2007 de l'île Verte en îlot de la Baronnie (une île de l'archipel d'Hochelaga dans le fleuve Saint-Laurent) et, à titre de président de l'Association des auteurs de la Montérégie, de la rue Georges-Dor, à Longueuil. Il a participé à la dénomination du Port de Plaisance Réal-Bouvier, à Longueuil. Il a été conseiller pour la nomination de nom d'édifices et de circonscriptions électorales. Il est membre du Comité de toponymie de la Ville de Longueuil depuis sa fondation en 2010 et, à ce titre, a contribué à la nomination de rues et parcs de cette ville.
Sous sa présidence et direction, la Société historique et culturelle du Marigot  a réussi à obtenir des fonds d'archives importants, notamment en ce qui concerne les photos : environ 25 000 de Sun Media et 115 000 de la collection internationale du défunt réalisateur de la radio de Radio-Canada, André Hurtubise et plus de 250 000 cartes postales numérisées. Plus de 4 000 cartes se sont ajoutées sous son mandat.

## Œuvres
Michel Pratt a publié un atlas historique, un dictionnaire historique, cinq histoires de villes, deux biographies et des publications portant sur des éléments spécifiques du patrimoine, de l'histoire du mouvement ouvrier, l'aviation, une chambre de commerce, un orchestre symphonique, une paroisse, un quartier et une importante firme de généalogie.
Son premier ouvrage résulte de sa thèse de maîtrise dirigée par Robert Comeau et Paul-André Linteau. La grève de la United Aircraft étant récente, Michel Pratt dut convaincre le département d'histoire de la pertinence de l'histoire immédiate et de son aspect novateur. Son ouvrage fut très prisé dans la gauche québécoise.
- La grève de la United Aircraft, Presses de l'Université du Québec, 1980.
- Longueuil du temps du maire Pratt, 1894-1967, Société historique du Marigot, 1993.
- Jacques-Cartier : une ville de pionniers, 1947-1969, Société historique du Marigot, 1994.
- Dictionnaire historique de Longueuil, de Jacques-Cartier et de Montréal-Sud, Société historique du Marigot, 1995.
- Marcel Robidas, le maire visionnaire de Longueuil, Société historique du Marigot, 1998  (ISBN 2-922462-02-1).
- Histoire de la ville de LeMoyne, 1949-1999, Société historique du Marigot, 1999  (ISBN 2-922462-05-6).
- Le Parti municipal de Longueuil : histoire d'une équipe gagnante, 1978-2001, Société historique du Marigot, 2001  (ISBN 2-920313-48-7).
- Atlas historique : Boucherville, Brossard, Greenfield Park, LeMoyne, Longueuil, Saint-Bruno-de-Montarville, Saint-Hubert, Saint-Lambert, Société historique du Marigot, 2001  (ISBN 2-920313-43-6).
- Les dirigeables R100 et R101 : le succès du voyage du R-100 au Québec et la tragédie du R-101 en France, Montréal, Éditions Histoire Québec, 2003  (ISBN 2-89586-008-4).
- Airships R-100 and R-101 : the success of the R-100's trip to Canada and the tragedy of the R-101 in France, Éditions Histoire Québec, 2006  (ISBN 2-89586-027-0).
- Longueuil sous le Régime français (Michel Pratt directeur), DVD, Société historique et culturelle du Marigot, 2006
- Longueuil 1657-2007, Éditions Histoire Québec, 2007, 500 p.  (ISBN 978-2-89586-032-7).
- Brossard, 1958-2008 : un pont entre hier et demain, Éditions Histoire Québec, 2008, 212 p.  (ISBN 978-2-89586-043-3).
- Orchestre symphonique de Longueuil : son histoire de 1986 à aujourd'hui, Éditions Histoire Québec, 2008, 111 p.  (ISBN 978-2-89586-039-6).
- De la paroisse Saint-Georges à la paroisse Le Bon Pasteur. 100 ans de présence de l'Église, (coauteur), Éditions Histoire Québec, 2008  (ISBN 978-2-89586-041-9).
- Circuit patrimonial du chemin de Chambly. Ville de Longueuil, 2008.
- Quartier Bellerive - 1959-2009, Éditions Histoire Québec, 2009  (ISBN 978-2-89586-048-8).
- La Chambre de commerce et d'industrie de la Rive-Sud 1959-2009, Éditions Histoire Québec, 2009  (ISBN 978-2-89586-049-5).
- L'Institut généalogique Drouin, Éditions Histoire Québec, 2010  (ISBN 978-2-89586-059-4).
- Site du patrimoine de Longueuil (directeur), Éditions Histoire Québec, 2010.
- Le 438e Escadron 1934-2009, (coauteur), Éditions Histoire Québec, 2010, 158 p.  (ISBN 978-2-89586-050-1).
- Dictionnaire historique de Longueuil, accompagné d'un DVD multimédia, Éditions Histoire Québec, 2012, 576 p.  (ISBN 978-289586-070-9).
- Pôle Roland-Therrien et secteurs de proximité. Évolution historique. Ville de Longueuil, 2013.
- Italo Balbo : la traversée atlantique. Éditions Histoire Québec, collection Fédération Histoire Québec, 2014  (ISBN 978-289586-085-3).
- Les maires de Montréal. De Jacques Viger à Valérie Plante (coauteur), Éditions Maison Nouvelle Fédération  (ISBN 978-1-987832-24-2).
- Historique de la Place Charles-Le Moyne. Site web de la Ville de Longueuil, 2016.
- Parc Michel-Chartrand. Évolution et interprétation, Ville de Longueuil, 2016.
- La jeune Parisienne de Coteau Rouge. Roman, 2017.
- Demoiselles solidaires, 2020.
- C'était hier à Longueuil. Chroniques et photos, 2021.
- Histoire populaire de Longueuil des origines à nos jours, 2021.
- Survol de l'histoire populaire et illustrée de Montréal, 2023. (ISBN 978-2981967671)
- "A Concise and Illustrated History of Montréal", 2023.  (ISBN 9782981967695)
- "Agglomération de Longueuil (Boucherville, Brossard, Longueuil, Saint-Bruno-de-Montarville, Saint-Lambert). Perspective historique.", 2024.  (ISBN 9782982195011)

Michel Pratt a aussi publié des articles dans le magazine Histoire Québec, le Dictionnaire biographique du Canada et La Presse.

## Scénariste
Alors qu'ils sont dans la vingtaine, Michel Pratt et André Forcier développent une solide amitié. Le premier est un historien féru de cinéma alors que le second est un cinéaste passionné d'histoire.
- Le Québec est au monde, un film d'Hugues Mignault, 1979, coscénariste.
- Au clair de la lune, film d'André Forcier, 1983, coscénariste.
- Le Choix d'un peuple, film d'Hugues Mignault, 1985, coscénariste.
- Hurtubise, film d'Hugues Mignault, 1992, coscénariste.
- Un pays à changer, scénariste et coréalisateur, 90 minutes, 2002 (Film sur le référendum de 1995 sur la souveraineté du Québec)[24].*

## Participation roman et films
Dans certains de ses films, André Forcier puise son inspiration dans l'ancien Ville-Jacques-Cartier ou Coteau rouge dont Michel Pratt a écrit l'histoire.
- Coteau rouge, film d'André Forcier, 2011, historien-conseil.
- Petals' Pub, roman d'Arlette Cousture, Les Éditions Libre Expression, 2012, historien-conseil.
- Embrasse-moi comme tu m'aimes, film d'André Forcier, 2016, historien-conseil.
- Les fleurs oubliées, film d'André Forcier, 2019, historien-conseil.
- Ababouiné, film d'André Forcier, 2024, historien-conseil.

## Direction de projets
- Portail sur les maires de Longueuil, Saint-Hubert, Ville Jacques-Cartier, LeMoyne, Mackayville-Laflèche, Montréal-Sud, Greenfield Park et la Municipalité de la paroisse Saint-Antoine de Longueuil, 2012.
- Portail sur les anecdotes de la Rive-Sud de Montréal depuis 1879, 2013.

## Divers
En 2000, son intervention a été significative dans l'obtention d'une importante subvention d'Industrie Canada permettant la création de nombreux  centres d'accès communautaires internet à Longueuil; il devint éventuellement président d'Accès informatique Longueuil qui géra cette subvention.
En 2001, dans un contexte de fusions municipales, il  a été membre du Comité de transition de la Ville de Longueuil, volet choix du nom de la Ville. En 2007, il a été membre du Comité organisateur des Fêtes du 350e anniversaire de Longueuil].
Il a contribué à la conception de la numérisation et de la diffusion de la majorité des registres de l'état civil du Québec jusqu'en 1942 dont se servent de nombreux généalogistes et que l'on retrouve sur le site genealogiequebec.com
Pendant une douzaine d'années, il fut membre du jury du programme Jeunes volontaires pour la région de Longueuil. Ce programme est géré par Emploi Québec et s'adresse aux jeunes entre 16 et 29 ans; il a pour but de conférer de l'expérience à cette clientèle en la subventionnant.
En 2010, il a accepté l'invitation de l'organisme communautaire La Mosaïque d'être membre du jury pour la remise d'un prix en lien avec le 25e anniversaire de l'organisme
En 2010 et 2011, il a siégé au Conseil montérégien de la culture et des communications, prenant en charge le dossier du patrimoine.
Il a été à deux occasions (2006 et 2014) président du jury pour l'octroi des prix Percy-W.-Foy remis par la Société généalogique canadienne-française.
De 2013 à 2015, il a fait partie du comité de mise en valeur et revitalisation de la cocathédrale Saint-Antoine.
En 2016, il a été membre du jury pour la remise des prix du patrimoine du Conseil montérégien de la culture et des communications
De 2020 à octobre 2024, il a été administrateur du Centre communautaire Le Trait d'union à Longueuil.

## Honneurs et reconnaissance
- 2001 : Prix du bénévolat en loisir et en sport Dollard-Morin[30], volet régional Montérégie, décerné par le ministère de l'Éducation, du Loisir et du Sport du Québec[31].
- 2002 : son Atlas historique de Boucherville, Brossard, Greenfield Park, Longueuil, Saint-Bruno-Montarville, Saint-Hubert et Saint-Lambert remporte le premier prix Léonidas-Bélanger  décerné par la Fédération Histoire Québec et le deuxième Grand Prix du livre de la Montérégie.
- 2004 : Prix du bénévolat Honorius-Provost[32], décerné par la Fédération Histoire Québec, pour souligner sa contribution bénévole exceptionnelle et remarquable dans le domaine de l'histoire[33].
- 2007 : son livre Longueuil 1657-2007 remporte le Prix du Gala de la culture de Longueuil, catégorie patrimoine et, en 2008, est finaliste du prix Léonidas-Bélanger.
- 2009 : Prix Bénévole culturel, remis par la Ville de Longueuil dans le cadre du Gala de la culture de Longueuil[34].
- 2011 : Médaille de l'Assemblée nationale du Québec pour l'ensemble de son œuvre, remise par le député Bernard Drainville[35].
- 2012 : son ouvrage (co-auteur) L'escadron 438, 1934-2009 remporte le deuxième prix Léonidas-Bélanger.
- 2014 : Prix Bénévole d'honneur de la Ville de Longueuil, catégorie Arts et culture[36].
- 2015 : le Dictionnaire historique de Longueuil, version multimédia, est finaliste au Gala de la culture de Longueuil.
- 2015 : il devient gouverneur de la Société historique et culturelle du Marigot.
- 2018 : Médaille d'argent du Lieutenant-gouverneur du Québec pour les aînés remise par L'honorable J. Michel Doyon le 15 avril 2018[37].
- 2019 : il devient gouverneur de la Fédération Histoire Québec.

Les prix suivants l'ont été à titre de directeur de projet et contributeur majeur: 
- 2005 : Site du patrimoine de Longueuil, Prix Léonidas-Bélanger[38], décerné par la Fédération Histoire Québec.
- 2006 : Longueuil sous le Régime français, Prix Rodolphe-Fournier[39] remis par la Chambre de notaires du Québec et prix Cyprien-Tanguay remis par la Fédération québécoise des sociétés de généalogie.
- 2007 : Plaques didactiques de Longueuil, Prix du Gala de la culture de Longueuil[40] catégorie Patrimoine.
- 2009 : Borne d'interprétation de L'histoire de Longueuil sur écran tactile, 2009, deuxième prix Léonidas-Bélanger.
- 2011 : Longueuil 3D en 1930: le voyage du dirigeable R-100, 2009, lauréat du prix Distinction du Gala de la culture de Longueuil.
- 2011 : Le dirigeable R-100. Histoires de chez nous. RCIP-CHIN, 2005. En 2011, un balado produit par le RCIP-CHIN (Patrimoine canadien) remporta le prix Or dans le prestigieux concours du New York World Best Radio Programs, dans la catégorie Éducation-Podcast, à partir de 5 productions dont celle du dirigeable R-100.

### Ouvrages et articles écrits par Michel Pratt
- Michel Pratt, Longueuil 1657-2007, Éditions Histoire Québec, collection Société historique et culturelle du Marigot, 2008, 500 p.
- Michel Pratt, Dictionnaire historique de Longueuil, Éditions Histoire Québec, 2016, 500 p.
- Michel Pratt, « Italo Balbo et les aviateurs italiens à Longueuil en 1933 » dans Histoire Québec, vol. 7, no 3.
- Michel Pratt, « Le pont tubulaire et ferroviaire Victoria », dans Histoire Québec, vol. 16, no 1.
- Michel Pratt, « Von Gronau à Longueuil, en 1932 », dans Histoire Québec, vol. 7, no 3.
- Michel Pratt, Circuit patrimonial du chemin de Chambly, Ville de Longueuil, 2008.
- Michel Pratt, Chroniques de la Rive-Sud de Montréal 1947-1997.
- Michel Pratt, Chroniques C'était hier

### Articles sur Michel Pratt
- Richard Bégin, « Un honneur qui rejaillit sur la Fédération Histoire Québec », Histoire Québec, vol. 17, no 2.
- Louise Chevrier, « Confidences d'un historien: Michel Pratt », Histoire Québec, vol. 16, no  1.
- Nathalie Dion, « Passion, engagement et cœur », Histoire Québec, vol. 7, no 2.